# Asparagus recurvispinus
Asparagus recurvispinus är en sparrisväxtart som först beskrevs av Anna Amelia Obermeyer, och fick sitt nu gällande namn av Fellingham och N.L.Mey. Asparagus recurvispinus ingår i släktet sparrisar, och familjen sparrisväxter. Inga underarter finns listade i Catalogue of Life.